# گراس والی (اورگن)
گراس والی (به انگلیسی: Grass Valley) شهری در شهرستان شرمن ایالت اورگن است و در سرشماری سال ۲۰۱۱ میلادی، ۱۶۴ نفر جمعیت داشته که نسبت به سال ۲۰۱۰، ۰٫۶۱ درصد رشد جمعیت داشته‌است.

## موقعیت جغرافیایی
موقعیت جغرافیایی شهرها و مناطق اطراف به شرح زیر است: